# Hisonotus
Hisonotus – rodzaj słodkowodnych ryb sumokształtnych z rodziny zbrojnikowatych (Loricariidae), do niedawna synonimizowany z Microlepidogaster. Obecnie obydwa rodzaje uznawane są za odrębne, poprawnie zdefiniowane taksony. Hisonotus obejmuje małe ryby, zasiedlające głównie szybko płynące wody południowej i południowo-wschodniej Brazylii oraz Paragwaju. 

## Klasyfikacja
Gatunki zaliczane do tego rodzaju:
| - Hisonotus acuen - Hisonotus aky - Hisonotus alberti - Hisonotus armatus - Hisonotus bocaiuva - Hisonotus bockmanni - Hisonotus brunneus - Hisonotus carreiro - Hisonotus charrua - Hisonotus chromodontus - Hisonotus depressicauda - Hisonotus depressinotus | - Hisonotus devidei - Hisonotus francirochai - Hisonotus heterogaster - Hisonotus hungy - Hisonotus iota - Hisonotus laevior - Hisonotus leucofrenatus - Hisonotus leucophrys - Hisonotus maculipinnis - Hisonotus megaloplax - Hisonotus montanus - Hisonotus nigricauda | - Hisonotus notatus - Hisonotus notopagos - Hisonotus pachysarkos - Hisonotus paulinus - Hisonotus prata - Hisonotus ringueleti - Hisonotus taimensis - Hisonotus thayeri - Hisonotus vespuccii - Hisonotus vireo - Hisonotus yasi |

Gatunkiem typowym jest Hisonotus notatus. 